# Rosemary Ritvo
Rosemary Ritvo (de son nom complet Rosemary Puglia Ritvo) est une scénariste américaine.

## Filmographie

### Cinéma
Scénariste
- 1976 : Alice, Douce Alice

Productrice
- 1976 : Alice, Douce Alice

## Distinctions
Nominations
- Saturn Award :
  - Saturn Award du meilleur scénario 1979 (Alice, Douce Alice)